# Polystichum munitum
Polystichum munitum är en träjonväxtart som först beskrevs av Georg Friedrich Kaulfuss, och fick sitt nu gällande namn av Presl. Polystichum munitum ingår i släktet Polystichum och familjen Dryopteridaceae. Inga underarter finns listade.

## Bildgalleri

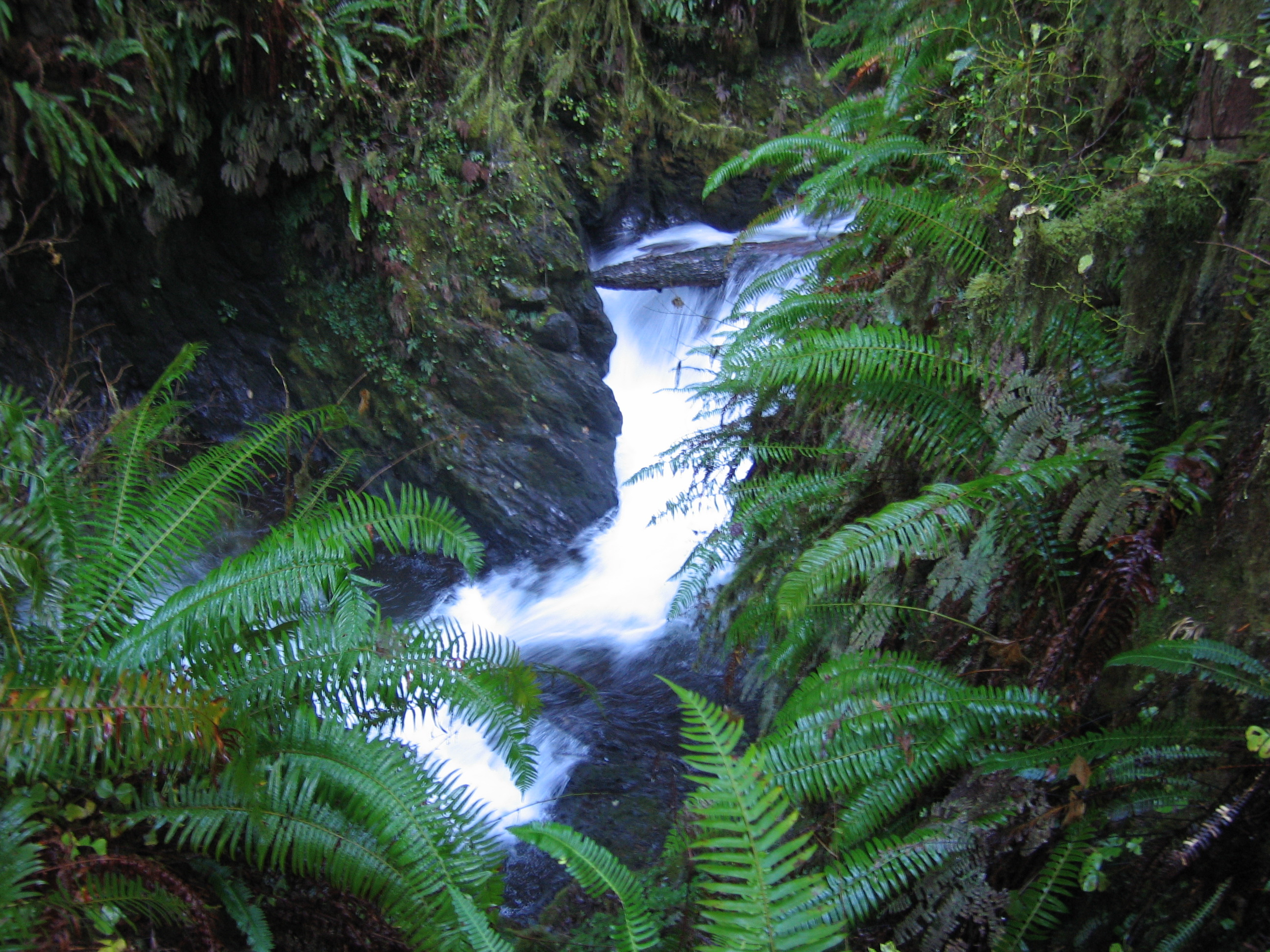